# Promachus rex
Promachus rex là một loài ruồi trong họ Asilidae. Promachus rex được Karsch miêu tả năm 1888. Loài này phân bố ở vùng nhiệt đới châu Phi.